# 和気駅
和気駅（わけえき）は、岡山県和気郡和気町福富にある、西日本旅客鉄道（JR西日本）山陽本線の駅である。駅番号はJR-S09。

## 概要
1991年（平成3年）までは同和鉱業片上鉄道線との接続駅であった。
構内には、運転取扱業務に携わるJR西日本岡山支社管内の社員の訓練を行う「岡山総合実設訓練センター」がある。

## 歴史
- 1891年（明治24年）3月18日：山陽鉄道三石駅 - 岡山駅間開通時に開設[1][6]。
- 1906年（明治39年）12月1日：山陽鉄道国有化、官設鉄道の駅となる[1]。
- 1909年（明治42年）10月12日：線路名称制定、山陽本線所属となる。
- 1923年（大正12年）1月1日：片上鉄道（後に複数回合併され、廃止時点では同和鉱業）の駅が開設。
- 1947年（昭和22年）12月10日：和気駅発 - 倉敷駅着のお召し列車が運転（昭和天皇の戦後巡幸）[7]。
- 1971年（昭和46年）8月15日：貨物取扱廃止[1]。
- 1985年（昭和60年）2月1日：荷物扱い廃止[1]。
- 1987年（昭和62年）4月1日：国鉄分割民営化に伴い、山陽本線の駅はJR西日本の駅となる[1]。
- 1991年（平成3年）7月1日：同和鉱業片上鉄道線廃止。
- 2007年（平成19年） 9月1日：ICカード「ICOCA」が利用可能となる（岡山方面のみ、姫路方面は2018年9月15日から）。
- 2019年（平成31年・令和元年）
  - 2月22日：みどりの窓口営業終了[8][4]。
  - 2月23日：みどりの券売機プラス使用開始[8][4]。
- 2020年（令和2年）9月：駅ナンバリング導入、使用開始[9][10]。

## 駅構造
単式ホーム1面1線と島式ホーム1面2線、計2面3線を有する地上駅。駅舎は1番のりば（上り本線）側にあり、島式2（中線）・3番のりば（下り本線）へは神戸方にある跨線橋（階段のみ）で連絡している。また駅構内下関方には保線基地備前保線区和気管理室がある。
以前は3番線南側の国鉄（JR西日本）構内に側線2本があり、その南側の同和鉱業構内に片上鉄道線島式ホームが1面あり（4 - 6番のりば。「6番のりば」は5番のりば柵原方にホームを切欠いて設置）、下関・柵原方の地下連絡通路で国鉄側各ホームと連絡していた。また片上鉄道線ホーム南側には片上鉄道線側線群があり、更に柵原方には1960年代に整備された貨物ヤードがあった。
片上鉄道線の廃止後は、鉄道施設は全て撤去され、片上鉄道旧構内や貨物ヤード跡は岡山県道703号備前柵原自転車道線（片鉄ロマン街道）の他、和気町がDOWAホールディングスから土地を賃借する形で2009年、駐輪場・駐車場・ロータリーを整備した。またホーム地下連絡通路は山陽本線ホームの階段部を埋め戻して閉鎖した上で、旧片上鉄道ホーム開口部を駅南側出入口とし、駅本屋横に北側出入口を新設した歩行者・自転車用地下道に転用された。
この他山陽本線と片上鉄道線間にあったJR側の側線跡には2001年、模擬踏切や信号機を備えた訓練線2線を備える岡山総合実設訓練センターが整備されている。
ICカードICOCAの利用が可能。

### のりば
| のりば | 路線     | 方向 | 行先           | 備考          |
| ------ | -------- | ---- | -------------- | ------------- |
| 1      | 山陽本線 | 上り | 相生・姫路方面 | 一部2番のりば |
| 2・3   | 山陽本線 | 下り | 岡山・三原方面 |               |

- 上り本線は1番のりば、下り本線は3番のりばである。なお、2番のりばは上下共用の待避線（中線）である。当駅発着分に使われる。

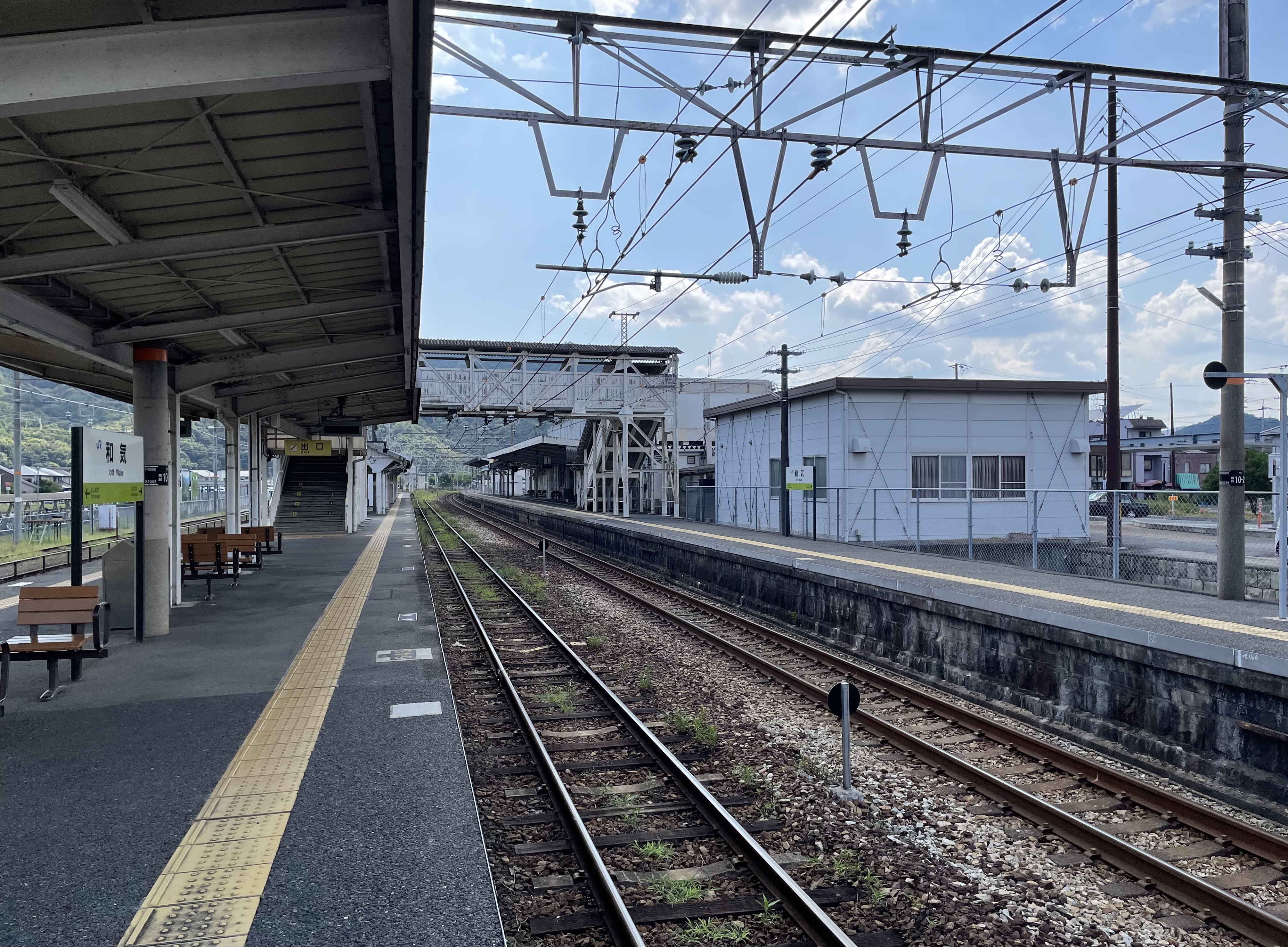
ホーム（2024年8月）
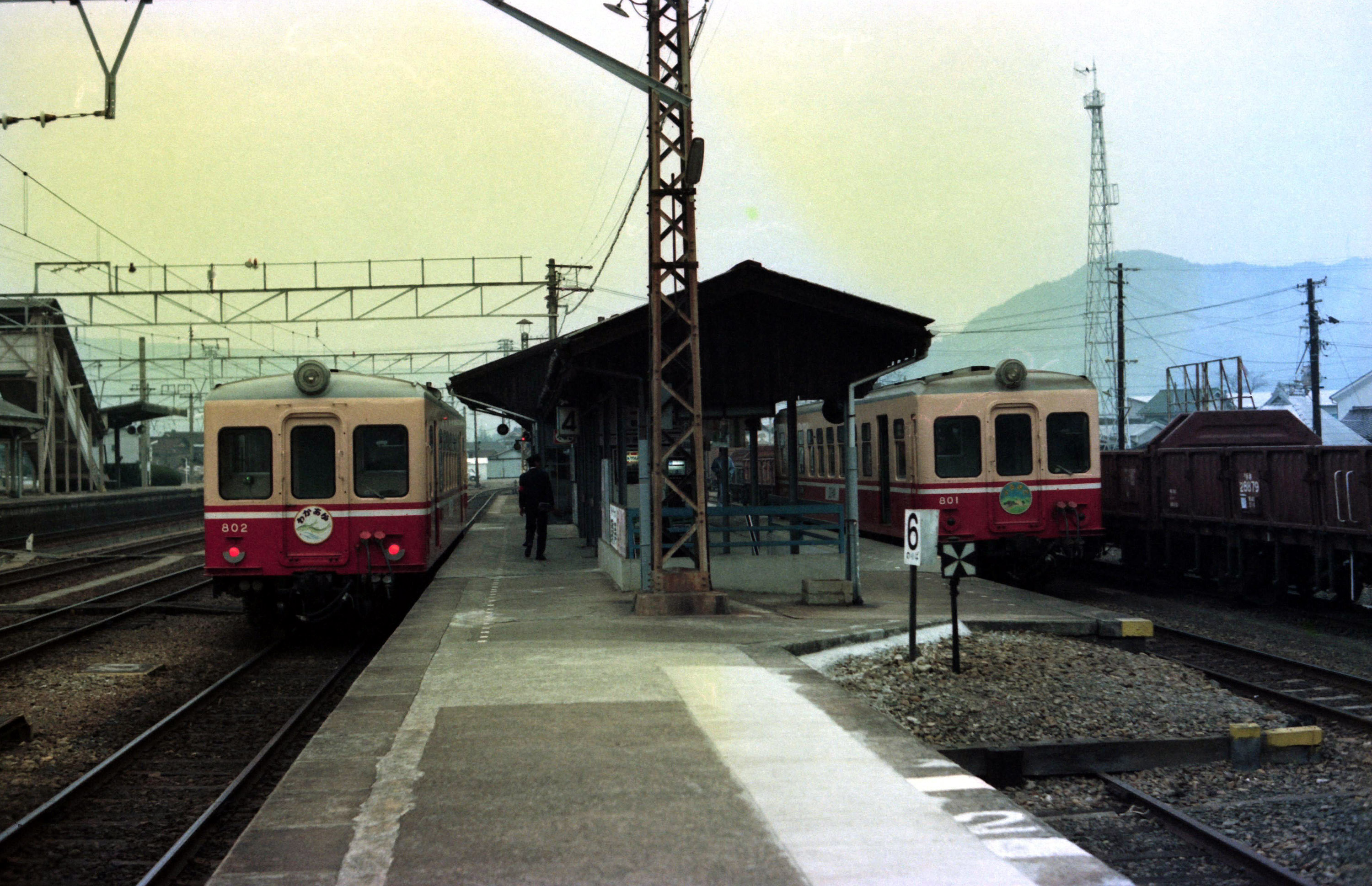
片上鉄道線ホーム（4 - 6番のりば、1981年頃）

## 利用状況
近年の1日平均乗車人員の推移は以下の通り。
| 乗車人員推移 | 乗車人員推移 |
| 年度         | 1日平均人数  |
| ------------ | ------------ |
| 1999         | 1,721        |
| 2000         | 1,745        |
| 2001         | 1,689        |
| 2002         | 1,660        |
| 2003         | 1,622        |
| 2004         | 1,559        |
| 2005         | 1,434        |
| 2006         | 1,410        |
| 2007         | 1,407        |
| 2008         | 1,396        |
| 2009         | 1,361        |
| 2010         | 1,343        |
| 2011         | 1,322        |
| 2012         | 1,344        |
| 2013         | 1,390        |
| 2014         | 1,361        |
| 2015         | 1,399        |
| 2016         | 1,372        |
| 2017         | 1,371        |
| 2018         | 1,341        |
| 2019         | 1,355        |
| 2020         | 1,083        |
| 2021         | 1,063        |
| 2022         | 1,081        |

## 駅周辺
- 和気町役場
- 岡山県備前県民局東備地域事務所
- 備前警察署和気駅前交番
- 和気公共職業安定所（ハローワーク和気）
- 和気労働基準監督署
- 岡山県立和気閑谷高等学校
- 和気郵便局
- 本荘郵便局
- 中国銀行和気支店
- 備前日生信用金庫和気支店
- 百菜市場和気店
- 国道374号
- 岡山県道・兵庫県道96号岡山赤穂線
- 岡山県道181号和気停車場線
- 岡山県道703号備前柵原自転車道線（片鉄ロマン街道）

## バス路線
- 赤磐市広域路線バス（赤磐・和気線）
- 和気町営バス
- 備前市営バス

## 隣の駅
西日本旅客鉄道（JR西日本）
 山陽本線
吉永駅 (JR-S10) - 和気駅 (JR-S09) - 熊山駅 (JR-S08)

### かつて存在した路線
同和鉱業
片上鉄道線
中山駅 - 和気駅 - 本和気駅

## 関連記事
- 日本の鉄道駅一覧